# Scarabaeus flavicornis
Scarabaeus flavicornis là một loài bọ cánh cứng trong họ Bọ hung (Scarabaeidae).